# Prawo nauki
Prawo nauki – stała relacja między własnościami rzeczy lub zdarzeniami, zależność funkcyjna między parametrami ciała lub układu materialnego.
Przykładowo, drugie prawo fizyki Newtona {\displaystyle (F=m\cdot a)} wyraża zależność między siłą {\displaystyle F,} masą {\displaystyle m} i przyspieszeniem {\displaystyle a.} Jeżeli wszystkie wyrazy w tego typu wyrażeniu przeniesiemy na jedną stronę oraz uwzględnimy warunki, w których dane prawo jest spełnione, wtedy uzyskamy jedną z postaci ogólnych prawa ilościowego:
{\displaystyle \forall _{x}{\big [}W(x)\ \Rightarrow F(a(x),b(x),c(x)\dots )=0{\big ]}.}